# Naoko Izumi
Naoko Izumi (del japonés: 湶尚子 ‘Izumi Naoko’). Anteriormente conocida como Mika Okuyama (奥山美夏, Okuyama Mika). (n. Okinawa, Japón, 2 de marzo de 1976) es una modelo, cantante y ex-ídol japonesa, activa en la década de 1990. Formó parte del grupo ídol SKi como la miembro número 8.

## Biografía
Realizó su debut artístico en el año 1992 como Mika Okuyama cuando se unió a Seifuku Kojo Iinkai, formando así parte de la primera generación del grupo junto a la líder y fundadora Keiko Yoshinari y sus compañeras. Al lado de estas liberó varios PV y singles como: "Seifuku sengen!", "Kiyoku tadashiku utsukushiku" y "Egao ga suki~tsu!". 
Izumi se graduó de SKi en enero de 1995.

### Carrera Posterior
En 1996 enfocó su carrera como modelo y fue seleccionada como la chica: “Clarion Girl” del año por la empresa Clarion. En este lapso cambió su nombre artístico por su nombre real: Naoko Izumi.Poco después lanzó un Photobook titulado: "Smile", y algunos más que le siguieron. 
En los años posteriores trabajó durante un tiempo como reportera para la cadena: “TBS Express” y apareció en algunas películas. En 2002 retomó brevemente su carrera como cantante.

## Actualidad
Actualmente, se encuentra retirada del mundo del espectáculo y se desempeña como instructora de Yoga y Pilates en  Setagaya (Tokio), luego de haber estudiado por algunos años dicha profesión en la India.

## Vida personal
Izumi contrajo nupcias en el año 2004.

## Discografía

### Singles con SKi
- Seifuku sengen!
- Kiyoku tadashiku utsukuShiku
- Egao ga suki~tsu!

## Photobook
- "Smile" (1996)